# Kampánycsend
Kampánycsendnek a magyar választási jogban a választást megelőző azon időszakot nevezzük, amely alatt tilos a választópolgárok választói akaratának befolyásolása. A kampánycsend gyakorlati haszna, hogy a szavazók befolyásolása ne történhessen meg közvetlenül a szavazás előtt. Számos ország választási törvényei nem ismerik a kampánycsend intézményét.

## Fogalma
A magyar választási rendszerben 2010. évi LX. törvény 40. § (2) bek. szerint a szavazás napján 0 órától 19 óráig választási kampányt folytatni tilos. A választási kampány a választás kitűzésétől a szavazás napjának kezdetéig tart. [40. § (1) bek.]. (A korábbi szabályozás szerint a kampánycsend a szavazást megelőző nap 0.00 órájától a szavazóhelyiségek bezárásáig tartott.)
Az választási eljárásról szóló új törvény (2013. évi XXXVI. törvény) főszabályként megszüntette a kampánycsend intézményét. A kampányolás teljes tilalmát jelentő kampánycsend csak a szavazóhelyiségek közvetlen környezetében érvényesül: tilos bármilyen választási kampánytevékenységet folytatni a szavazás napján a szavazóhelyiség épületének bejáratától számított 150 méteres távolságon belül (relatív területi kampánytilalom).

## A kampánycsend megsértése
A kampánycsend megsértésének minősül a választópolgárok választói akaratának befolyásolása, így különösen: a választópolgárok számára a jelölt vagy a jelölő szervezet által ingyenesen juttatott szolgáltatás (szavazásra történő szervezett szállítás, étel-ital adása), pártjelvények, zászlók, pártszimbólumok, a jelölt fényképét vagy nevét tartalmazó tárgyak osztogatása, választási plakát (a továbbiakban: plakát) elhelyezése, a választói akarat befolyásolására alkalmas információk szolgáltatása elektronikus vagy más úton. [1997. évi C. törvény 41. §]

## Eljárás a kampánycsend megsértése tárgyában
Magyarországon a kisebb kampánycsendsértéseket a helyi pártküldöttekből és jogászokból álló választási bizottságok vizsgálják ki. A bonyolultabb estekben az Országos Választási Bizottság (OVB) dönt.

## Kritikák
Sokan kritizálják a kampánycsend intézményét, arra hivatkozva, hogy az új média, különösen az internet elterjedése miatt a kampánycsend értelmét vesztette, mivel ellenőrizhetetlen.

## Külső hivatkozások
- A kampánycsend a magyar jogban
- Népszabadság Online: A kampánycsend már nem divat Európában
- 1997. évi C. törvény a választási eljárásról, 40–41. §
- Az Országos Választási Bizottság 2/2007. (III. 19.) OVB állásfoglalása a kampánycsend egyes kérdéseiről